# 羽州ぼろ鳶組シリーズ
『羽州ぼろ鳶組』（うしゅうぼろとびぐみ）は、今村翔吾による日本の小説、ラジオドラマ。2017年に祥伝社より文庫書き下ろしの長編小説として出版。
2018年にラジオドラマ化され、以降は不定期でNHK-FM放送「青春アドベンチャー」にて放送。
『火喰鳥』が2025年から漫画化。2026年1月からテレビアニメが放送予定。

## あらすじ
"火喰鳥"の二つ名を持つ松永源吾は、江戸随一の火消として活躍していた。しかしある事件をきっかけに、火消を辞して浪人生活を送ることになる。そんな折、源吾の元に新庄藩御城使の折下左門がやってきて、源吾は羽州新庄藩の火消頭として召し抱えられる。新庄藩の火消組は頭取を喪い、大半の鳶も辞めてしまって壊滅状態になっていた。源吾は火消組を再建する為、少ない予算で立て直すように命じられる。
どうにか頭数の鳶を寄せ集めて奔走するが、大名火消が煌びやかで豪華な羽織を翻す一方、新庄藩の羽織は綻びだらけでぼろぼろ。その姿から江戸の民は新庄藩火消組を「ぼろ鳶組」と揶揄するようになる。源吾は未経験の鳶を訓練する一方で、元力士の寅次郎や現役の軽業師彦弥、人嫌いの学者星十郎を仲間として引き入れる。彼らもまた火消の経験はないが、寅次郎は恵まれた体格を持ち、彦弥は軽業師ならではの身のこなしと、並外れた跳躍力を持っていた。また、星十郎はかつて源吾が共に火消として仲間だった、風読みの息子であり、父に負けぬ風読みの力とあらゆる分野に精通した知識があった。
新庄藩火消組は、源吾を筆頭に頭取並の鳥越新之助と、引き入れた仲間が中心となって着実に実力を上げていく。ぼろ鳶組の活躍は徐々に広まっていき、江戸の民からは揶揄ではなく、愛着を持って「ぼろ鳶」と呼ばれるようになっていた。
江戸では火事が頻発していた。その大半は火付けによるもので、怨恨によるものや快楽によるものなど様々である。中にはある人物を狙った火事や、江戸の街が壊滅しかねない不審な火付けなど、悪意を持って発生した火事も度々起こっていた。民に甚大なる被害をもたらし、日々の生活を脅かす火事。それは災害ではなく、時として人災として人々に降り注ぐ。源吾達火消は、事件としての火事を調査し解決に導きながら、天敵である炎を滅す為に仲間と共に立ち向かっていく。
```
1巻『火喰鳥』
 /
2巻『夜哭烏』
 /
3巻『九紋龍』
 /
4巻『鬼煙管』
 /
5巻『菩薩花』
 /
6巻『夢胡蝶』
 /
7巻『狐花火』
 /
8巻『玉麒麟』
 /
9巻『双風神』
 /
零巻『黄金雛』
 /
10巻『襲大鳳上』
 /
11巻『襲大鳳下』
 /
幕間『恋大蛇』
```

## 登場人物
ここでは主要人物のみを紹介する。
松永 源吾（まつなが げんご）
新庄藩火消頭。特異な聴力と抜群の統率力でぼろ鳶組を牽引する。
深雪（みゆき）
源吾の妻。算勘に優れた倹約家で料理上手。
鳥越 新之助（とりごえ しんのすけ）
新庄藩火消頭取並。府下十指に入る剣の腕前で、一度見たものは忘れない記憶力を持つ。
加持 星十郎（かじ せいじゅうろう）
新庄藩火消の風読み。優れた天文の知識を有する。
寅次郎（とらじろう）
新庄藩火消の壊し手。『荒神山寅次郎』という名で活躍していた力士。
彦弥（ひこや）
新庄藩火消の纏師。抜群の身体能力を持つ現役軽業師。
折下 左門（おりした さもん）
出羽新庄藩の御城使。壊滅した藩の火消組織を再建する為に、新庄藩の火消頭取として登用する。
田沼 意次（たぬま おきつぐ）
足軽から老中まで登り詰めた。幕政に大きな影響力を持っている。
長谷川 平蔵
火付け盗賊改方長官。市井にも通じている慧眼の持ち主。

## 書誌情報

### 小説
| 巻数   | タイトル     | 目次                      | 解説者   | 初版発行日    | ISBN                   | 備考                                 |
| 第一幕 | 第一幕       | 第一幕                    | 第一幕   | 第一幕        | 第一幕                 | 第一幕                               |
| ------ | ------------ | ------------------------- | -------- | ------------- | ---------------------- | ------------------------------------ |
| 1      | 火喰鳥       | 序                        | 細谷正充 | 2017年3月15日 | ISBN 978-4-39-634298-2 |                                      |
| 1      | 火喰鳥       | 第一章 土俵際の力士       | 細谷正充 | 2017年3月15日 | ISBN 978-4-39-634298-2 |                                      |
| 1      | 火喰鳥       | 第二章 天翔ける色男       | 細谷正充 | 2017年3月15日 | ISBN 978-4-39-634298-2 |                                      |
| 1      | 火喰鳥       | 第三章 穴籠りの神算家     | 細谷正充 | 2017年3月15日 | ISBN 978-4-39-634298-2 |                                      |
| 1      | 火喰鳥       | 第四章 花咲く空の下で     | 細谷正充 | 2017年3月15日 | ISBN 978-4-39-634298-2 |                                      |
| 1      | 火喰鳥       | 第五章 雛鳥の暁           | 細谷正充 | 2017年3月15日 | ISBN 978-4-39-634298-2 |                                      |
| 1      | 火喰鳥       | 第六章 火喰鳥             | 細谷正充 | 2017年3月15日 | ISBN 978-4-39-634298-2 |                                      |
| 2      | 夜哭烏       | 序章                      | 大矢博子 | 2017年7月1日  | ISBN 978-4-39-634337-8 |                                      |
| 2      | 夜哭烏       | 第一章 鳴らずの鐘         | 大矢博子 | 2017年7月1日  | ISBN 978-4-39-634337-8 |                                      |
| 2      | 夜哭烏       | 第二章 魁の火消           | 大矢博子 | 2017年7月1日  | ISBN 978-4-39-634337-8 |                                      |
| 2      | 夜哭烏       | 第三章 加賀の牙           | 大矢博子 | 2017年7月1日  | ISBN 978-4-39-634337-8 |                                      |
| 2      | 夜哭烏       | 第四章 二翼標的           | 大矢博子 | 2017年7月1日  | ISBN 978-4-39-634337-8 |                                      |
| 2      | 夜哭烏       | 第五章 烏と鳳             | 大矢博子 | 2017年7月1日  | ISBN 978-4-39-634337-8 |                                      |
| 3      | 九紋龍       | 序章                      | 池上冬樹 | 2017年11月1日 | ISBN 978-4-39-634375-0 |                                      |
| 3      | 九紋龍       | 第一章 鵺の住む町         | 池上冬樹 | 2017年11月1日 | ISBN 978-4-39-634375-0 |                                      |
| 3      | 九紋龍       | 第二章 龍出る             | 池上冬樹 | 2017年11月1日 | ISBN 978-4-39-634375-0 |                                      |
| 3      | 九紋龍       | 第三章 競り火消           | 池上冬樹 | 2017年11月1日 | ISBN 978-4-39-634375-0 |                                      |
| 3      | 九紋龍       | 第四章 余所者             | 池上冬樹 | 2017年11月1日 | ISBN 978-4-39-634375-0 |                                      |
| 3      | 九紋龍       | 第五章 江戸の華           | 池上冬樹 | 2017年11月1日 | ISBN 978-4-39-634375-0 |                                      |
| 3      | 九紋龍       | 第六章 勘定小町参る       | 池上冬樹 | 2017年11月1日 | ISBN 978-4-39-634375-0 |                                      |
| 4      | 鬼煙管       | 序章                      | 北上次郎 | 2018年2月1日  | ISBN 978-4-39-634397-2 |                                      |
| 4      | 鬼煙管       | 第一章 火車               | 北上次郎 | 2018年2月1日  | ISBN 978-4-39-634397-2 |                                      |
| 4      | 鬼煙管       | 第二章 本所の銕           | 北上次郎 | 2018年2月1日  | ISBN 978-4-39-634397-2 |                                      |
| 4      | 鬼煙管       | 第三章 湧く焔             | 北上次郎 | 2018年2月1日  | ISBN 978-4-39-634397-2 |                                      |
| 4      | 鬼煙管       | 第四章 宵山               | 北上次郎 | 2018年2月1日  | ISBN 978-4-39-634397-2 |                                      |
| 4      | 鬼煙管       | 第五章 あの日の竜吐水     | 北上次郎 | 2018年2月1日  | ISBN 978-4-39-634397-2 |                                      |
| 4      | 鬼煙管       | 第六章 京都怪炎           | 北上次郎 | 2018年2月1日  | ISBN 978-4-39-634397-2 |                                      |
| 4      | 鬼煙管       | 第七章 隠れ鬼             | 北上次郎 | 2018年2月1日  | ISBN 978-4-39-634397-2 |                                      |
| 4      | 鬼煙管       | 終章                      | 北上次郎 | 2018年2月1日  | ISBN 978-4-39-634397-2 |                                      |
| 5      | 菩薩花       | 序章                      | 末國善己 | 2018年5月1日  | ISBN 978-4-39-634423-8 | 付録：安永二年版火消番付             |
| 5      | 菩薩花       | 第一章 番付火消           | 末國善己 | 2018年5月1日  | ISBN 978-4-39-634423-8 | 付録：安永二年版火消番付             |
| 5      | 菩薩花       | 第二章 ころころ餅         | 末國善己 | 2018年5月1日  | ISBN 978-4-39-634423-8 | 付録：安永二年版火消番付             |
| 5      | 菩薩花       | 第三章 菩薩二人           | 末國善己 | 2018年5月1日  | ISBN 978-4-39-634423-8 | 付録：安永二年版火消番付             |
| 5      | 菩薩花       | 第四章 鬼は内             | 末國善己 | 2018年5月1日  | ISBN 978-4-39-634423-8 | 付録：安永二年版火消番付             |
| 5      | 菩薩花       | 第五章 悪役推参           | 末國善己 | 2018年5月1日  | ISBN 978-4-39-634423-8 | 付録：安永二年版火消番付             |
| 5      | 菩薩花       | 第六章 嗤いを凪ぐ者       | 末國善己 | 2018年5月1日  | ISBN 978-4-39-634423-8 | 付録：安永二年版火消番付             |
| 5      | 菩薩花       | 第七章 父へ翅く           | 末國善己 | 2018年5月1日  | ISBN 978-4-39-634423-8 | 付録：安永二年版火消番付             |
| 5      | 菩薩花       | 終章                      | 末國善己 | 2018年5月1日  | ISBN 978-4-39-634423-8 | 付録：安永二年版火消番付             |
| 6      | 夢胡蝶       | 序章                      | 縄田一男 | 2018年8月1日  | ISBN 978-4-39-634448-1 |                                      |
| 6      | 夢胡蝶       | 第一章 花の牢獄           | 縄田一男 | 2018年8月1日  | ISBN 978-4-39-634448-1 |                                      |
| 6      | 夢胡蝶       | 第二章 不夜城             | 縄田一男 | 2018年8月1日  | ISBN 978-4-39-634448-1 |                                      |
| 6      | 夢胡蝶       | 第三章 吉原火消           | 縄田一男 | 2018年8月1日  | ISBN 978-4-39-634448-1 |                                      |
| 6      | 夢胡蝶       | 第四章 遊里の闇           | 縄田一男 | 2018年8月1日  | ISBN 978-4-39-634448-1 |                                      |
| 6      | 夢胡蝶       | 第五章 転                 | 縄田一男 | 2018年8月1日  | ISBN 978-4-39-634448-1 |                                      |
| 6      | 夢胡蝶       | 第六章 女の夢             | 縄田一男 | 2018年8月1日  | ISBN 978-4-39-634448-1 |                                      |
| 6      | 夢胡蝶       | 第七章 谺 彦弥            | 縄田一男 | 2018年8月1日  | ISBN 978-4-39-634448-1 |                                      |
| 6      | 夢胡蝶       | 終章                      | 縄田一男 | 2018年8月1日  | ISBN 978-4-39-634448-1 |                                      |
| 7      | 狐花火       | 序章                      | 東えりか | 2018年11月1日 | ISBN 978-4-39-634475-7 | 付録：目黒行人坂大火出火之次第       |
| 7      | 狐花火       | 第一章 蠢く               | 東えりか | 2018年11月1日 | ISBN 978-4-39-634475-7 | 付録：目黒行人坂大火出火之次第       |
| 7      | 狐花火       | 第二章 多士済々           | 東えりか | 2018年11月1日 | ISBN 978-4-39-634475-7 | 付録：目黒行人坂大火出火之次第       |
| 7      | 狐花火       | 第三章 番付狩り           | 東えりか | 2018年11月1日 | ISBN 978-4-39-634475-7 | 付録：目黒行人坂大火出火之次第       |
| 7      | 狐花火       | 第四章 要人               | 東えりか | 2018年11月1日 | ISBN 978-4-39-634475-7 | 付録：目黒行人坂大火出火之次第       |
| 7      | 狐花火       | 第五章 狐を継ぐ者         | 東えりか | 2018年11月1日 | ISBN 978-4-39-634475-7 | 付録：目黒行人坂大火出火之次第       |
| 7      | 狐花火       | 第六章 青き狼             | 東えりか | 2018年11月1日 | ISBN 978-4-39-634475-7 | 付録：目黒行人坂大火出火之次第       |
| 7      | 狐花火       | 第七章 焔の火消           | 東えりか | 2018年11月1日 | ISBN 978-4-39-634475-7 | 付録：目黒行人坂大火出火之次第       |
| 7      | 狐花火       | 終章                      | 東えりか | 2018年11月1日 | ISBN 978-4-39-634475-7 | 付録：目黒行人坂大火出火之次第       |
| 8      | 玉麒麟       | 序章                      | 菊池仁   | 2019年3月1日  | ISBN 978-4-39-634504-4 | 付録：火消七つ道具図繪               |
| 8      | 玉麒麟       | 第一章 消えた頭取並       | 菊池仁   | 2019年3月1日  | ISBN 978-4-39-634504-4 | 付録：火消七つ道具図繪               |
| 8      | 玉麒麟       | 第二章 加賀の評定         | 菊池仁   | 2019年3月1日  | ISBN 978-4-39-634504-4 | 付録：火消七つ道具図繪               |
| 8      | 玉麒麟       | 第三章 もう一人の銀煙管   | 菊池仁   | 2019年3月1日  | ISBN 978-4-39-634504-4 | 付録：火消七つ道具図繪               |
| 8      | 玉麒麟       | 第四章 真の下手人         | 菊池仁   | 2019年3月1日  | ISBN 978-4-39-634504-4 | 付録：火消七つ道具図繪               |
| 8      | 玉麒麟       | 第五章 関脇ふたり         | 菊池仁   | 2019年3月1日  | ISBN 978-4-39-634504-4 | 付録：火消七つ道具図繪               |
| 8      | 玉麒麟       | 第六章 出奔覚悟           | 菊池仁   | 2019年3月1日  | ISBN 978-4-39-634504-4 | 付録：火消七つ道具図繪               |
| 8      | 玉麒麟       | 第七章 転                 | 菊池仁   | 2019年3月1日  | ISBN 978-4-39-634504-4 | 付録：火消七つ道具図繪               |
| 8      | 玉麒麟       | 終章                      | 菊池仁   | 2019年3月1日  | ISBN 978-4-39-634504-4 | 付録：火消七つ道具図繪               |
| 9      | 双風神       | 序章                      | 吉田伸子 | 2019年7月1日  | ISBN 978-4-39-634546-4 |                                      |
| 9      | 双風神       | 第一章 緋鼬               | 吉田伸子 | 2019年7月1日  | ISBN 978-4-39-634546-4 |                                      |
| 9      | 双風神       | 第二章 水の都             | 吉田伸子 | 2019年7月1日  | ISBN 978-4-39-634546-4 |                                      |
| 9      | 双風神       | 第三章 天理人欲           | 吉田伸子 | 2019年7月1日  | ISBN 978-4-39-634546-4 |                                      |
| 9      | 双風神       | 第四章 秘策               | 吉田伸子 | 2019年7月1日  | ISBN 978-4-39-634546-4 |                                      |
| 9      | 双風神       | 第五章 大阪讃歌           | 吉田伸子 | 2019年7月1日  | ISBN 978-4-39-634546-4 |                                      |
| 9      | 双風神       | 第六章 赤舵 星十郎        | 吉田伸子 | 2019年7月1日  | ISBN 978-4-39-634546-4 |                                      |
| 9      | 双風神       | 終章                      | 吉田伸子 | 2019年7月1日  | ISBN 978-4-39-634546-4 |                                      |
| 零     | 黄金雛       | 序章                      | 中本哲也 | 2019年11月1日 | ISBN 978-4-39-634580-8 | 付録：「羽州ぼろ鳶組」登場人物之年表 |
| 零     | 黄金雛       | 第一章 炎聖               | 中本哲也 | 2019年11月1日 | ISBN 978-4-39-634580-8 | 付録：「羽州ぼろ鳶組」登場人物之年表 |
| 零     | 黄金雛       | 第二章 死の煙             | 中本哲也 | 2019年11月1日 | ISBN 978-4-39-634580-8 | 付録：「羽州ぼろ鳶組」登場人物之年表 |
| 零     | 黄金雛       | 第三章 ならず者たちの詩   | 中本哲也 | 2019年11月1日 | ISBN 978-4-39-634580-8 | 付録：「羽州ぼろ鳶組」登場人物之年表 |
| 零     | 黄金雛       | 第四章 親子鳶             | 中本哲也 | 2019年11月1日 | ISBN 978-4-39-634580-8 | 付録：「羽州ぼろ鳶組」登場人物之年表 |
| 零     | 黄金雛       | 第五章 火消の乱           | 中本哲也 | 2019年11月1日 | ISBN 978-4-39-634580-8 | 付録：「羽州ぼろ鳶組」登場人物之年表 |
| 零     | 黄金雛       | 第六章 鉄鯢と呼ばれた男   | 中本哲也 | 2019年11月1日 | ISBN 978-4-39-634580-8 | 付録：「羽州ぼろ鳶組」登場人物之年表 |
| 零     | 黄金雛       | 終章                      | 中本哲也 | 2019年11月1日 | ISBN 978-4-39-634580-8 | 付録：「羽州ぼろ鳶組」登場人物之年表 |
| 11     | 襲大鳳（上） | 序章                      | -        | 2020年8月1日  | ISBN 978-4-39-634594-5 |                                      |
| 11     | 襲大鳳（上） | 第一章 青銀杏             | -        | 2020年8月1日  | ISBN 978-4-39-634594-5 |                                      |
| 11     | 襲大鳳（上） | 第二章 黒鳳の羽音         | -        | 2020年8月1日  | ISBN 978-4-39-634594-5 |                                      |
| 11     | 襲大鳳（上） | 第三章 連合の系譜         | -        | 2020年8月1日  | ISBN 978-4-39-634594-5 |                                      |
| 11     | 襲大鳳（上） | 第四章 蝗と龍             | -        | 2020年8月1日  | ISBN 978-4-39-634594-5 |                                      |
| 11     | 襲大鳳（上） | 第五章 尾張炎上           | -        | 2020年8月1日  | ISBN 978-4-39-634594-5 |                                      |
| 12     | 襲大鳳（下） | 第六章 鉄の意志           | -        | 2020年8月1日  | ISBN 978-4-39-634623-2 |                                      |
| 12     | 襲大鳳（下） | 第七章 信                 | -        | 2020年8月1日  | ISBN 978-4-39-634623-2 |                                      |
| 12     | 襲大鳳（下） | 第八章 若き銀杏よ         | -        | 2020年8月1日  | ISBN 978-4-39-634623-2 |                                      |
| 12     | 襲大鳳（下） | 第九章 大音の男           | -        | 2020年8月1日  | ISBN 978-4-39-634623-2 |                                      |
| 12     | 襲大鳳（下） | 第十章 その名、伊神甚兵衛 | -        | 2020年8月1日  | ISBN 978-4-39-634623-2 |                                      |
| 12     | 襲大鳳（下） | 終章                      | -        | 2020年8月1日  | ISBN 978-4-39-634623-2 |                                      |
| 12     | 襲大鳳（下） | あとがき                  | -        | 2020年8月1日  | ISBN 978-4-39-634623-2 |                                      |
| 幕間   | 恋大蛇       | 第一話 流転蜂             | -        | 2022年3月1日  | ISBN 978-4-39-634337-8 |                                      |
| 幕間   | 恋大蛇       | 第二話 恋大蛇             | -        | 2022年3月1日  | ISBN 978-4-39-634337-8 |                                      |
| 幕間   | 恋大蛇       | 第三話 三羽鳶             | -        | 2022年3月1日  | ISBN 978-4-39-634337-8 |                                      |

## ラジオドラマ
2018年に、シリーズ一作目となる『火喰鳥』がラジオドラマ化され、NHK-FM放送「青春アドベンチャー」にて放送された。好評を博し、その後も不定期に後続作品も順次青春アドベンチャーにて放送されている。

### 放送
- 2018年7月23日 - 8月3日　火喰鳥 羽州ぼろ鳶組　全10回
- 2019年9月16日 - 9月27日　夜哭烏 羽州ぼろ鳶組　全10回
- 2020年10月19日 - 10月30日　鬼煙管 羽州ぼろ鳶組　全10回
- 2021年11月15日 - 11月26日　菩薩花 羽州ぼろ鳶組　全10回
- 2022年10月17日 - 10月28日　夢胡蝶～羽州ぼろ鳶組　全10回
- 2023年6月5日 - 6月16日　玉麒麟 羽州ぼろ鳶組　全10回
- 2024年3月25日 - 4月12日　襲大鳳 羽州ぼろ鳶組　全15回

### キャスト（ラジオドラマ）
- 松永源吾：筧利夫
- 深雪：山田キヌヲ
- 鳥越新之助：小山貴司
- 折下左門：青山勝
- 加持星十郎：大沢健
- 武蔵：山口馬木也
- 荒神山寅次郎：朝倉伸二
- 彦弥：津田英佑
- 矢吉：手塚祐介
- に組の辰一：宇梶剛士
- 日名塚要人：シライケイタ
- 大音勘九郎：前田一世
- 詠兵馬：篠井英介
- 鮎川転：松田洋治
- 柊与市：窪塚俊介
- 伊神甚兵衛：石橋蓮司
- 下村彦右衛門：細見大輔
- 田沼意次：陰山泰
- 初代・長谷川平蔵(長谷川宣雄)：吉見一豊
- 二代目・長谷川平蔵(長谷川宣以、鬼平)：金児憲史

### スタッフ（ラジオドラマ）
- 原作 - 今村翔吾『羽州ぼろ鳶組』
- 脚色 - 丸尾聡
- 演出 - 真銅健嗣
- 技術 - 西田俊和、林晃広、木本耕平
- 音響効果 - 今井裕、林幸夫、井上直美、野村知成、千本木真純
- 選曲 - 石原慎介
- 制作統括 - 藤井靖

## 漫画
2025年に漫画化され、『週刊少年チャンピオン』2025年21・22合併号から連載。作画担当は瀬口忍。

## テレビアニメ
『火喰鳥 羽州ぼろ鳶組』のタイトルで2026年1月から放送予定。

### キャスト (テレビアニメ)
- 松永源吾 - 梅原裕一郎[2]
- 鳥越新之助 - 梅田修一朗[2]
- 寅次郎 - 木村昴[2]
- 彦弥 - 島﨑信長[2]
- 加持星十郎 - 小野賢章[2]

### スタッフ (テレビアニメ)
- 原作 - 今村翔吾[1]
- アニメーション制作 - SynergySP[1]
- 製作 - TVアニメ「火喰鳥 羽州ぼろ鳶組」製作委員会[1]